# Liste der Biografien/Andl
Liste der Biografien |
Portal Biografien |
Personensuche
# |
A |
B |
C |
D |
E |
F |
G |
H |
I |
J |
K |
L |
M |
N |
O |
P |
Q |
R |
S |
T |
U |
V |
W |
X |
Y |
Z |
?
 
Aa |
Ab |
Ac |
Ad |
Ae |
Af |
Ag |
Ah |
Ai |
Aj |
Ak |
Al |
Am |
An |
Ao |
Ap |
Aq |
Ar |
As |
At |
Au |
Av |
Aw |
Ax |
Ay |
Az
 
Ana–Anc |
And |
Ane |
Anf |
Ang |
Anh |
Ani |
Anj |
Ank |
Anl |
Anm |
Ann |
Ano |
Anp |
Anq |
Anr |
Ans |
Ant–Anz
 
Anda |
Ande |
Andh |
Andi |
Andj |
Andl |
Ando |
Andr |
Ands |
Andu |
Andy |
Andz
Die Liste der Biografien führt alle Personen auf, die in der deutschsprachigen Wikipedia einen Artikel haben. Dieses ist eine Teilliste mit 20 Einträgen von Personen, deren Namen mit den Buchstaben „Andl“ beginnt.

## Andl

### Andla
- Andlau, Arbogast von (1550–1612), Großprior des deutschen Johanniterordens
- Andlau, Gaston Hardouin (1824–1894), französischer General
- Andlau, Georg von († 1466), Domherr und Dompropst in Basel, Propst des Kollegiatstifts Lautenbach, Rektor der Universität Basel
- Andlau, Hartmann von, Schweizer Politiker
- Andlau, Karl Maria von (1865–1935), elsässischer Graf und Jesuitenpater
- Andlau-Birseck, Conrad Karl Friedrich von (1766–1839), badischer Politiker und leitender Staatsminister
- Andlau-Homburg, Benedikt Anton Friedrich von (1761–1839), elsässischer Graf, Fürstabt von Murbach, Domherr in verschiedenen Bistümern, Mitglied der französischen Nationalversammlung
- Andlau-Homburg, Hubert Franz Maria von (1868–1959), Adeliger, Bürgermeister, Abgeordneter im französischen Senat
- Andlauer, Joseph Louis Marie (1869–1956), französischer General
- Andlauer, Julien (* 1999), französischer Autorennfahrer
- Andlauer, Louis Marie François (1876–1915), französischer Organist und Komponist
- Andlaw-Birseck, Franz Xaver von (1799–1876), badischer Diplomat
- Andlaw-Birseck, Heinrich Bernhard von (1802–1871), badischer Politiker und Ultramontanist
- Andlaw-Homburg, Robert von (1852–1919), elsässischer Adliger und Politiker

### Andle
- Andler, Bernd (* 1960), deutscher Handballschiedsrichter
- Andler, Charles (1866–1933), französischer Germanist
- Andler, Harald (* 1965), deutscher Handballschiedsrichter
- Andler, Kurt (1894–1984), deutscher Ingenieur
- Andler, Werner (1945–2013), deutscher Pädiater

### Andli
- Andlinger, Gerhard (1931–2017), österreichisch-amerikanischer Unternehmer und Milliardär